# دانشکده‌های ملی هنر (کوبا)
دانشکده‌های ملی هنر یکی از مهمترین مؤسسات آموزشی ملت کوبا است و به عنوان یکی از یادمان‌های ملی اعلام شده‌است.

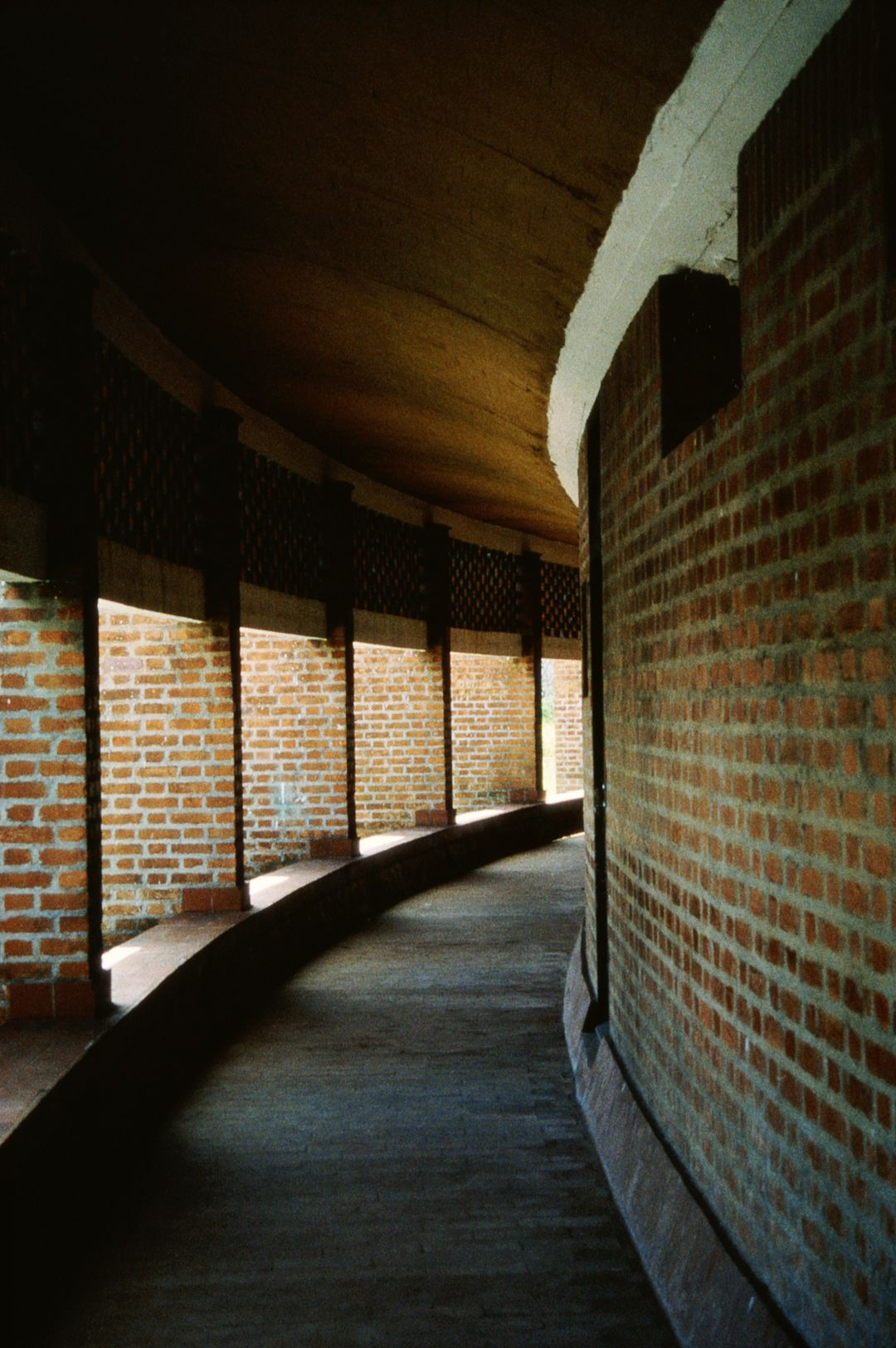
دانشکده موسیقی، ویتوریو گراتی

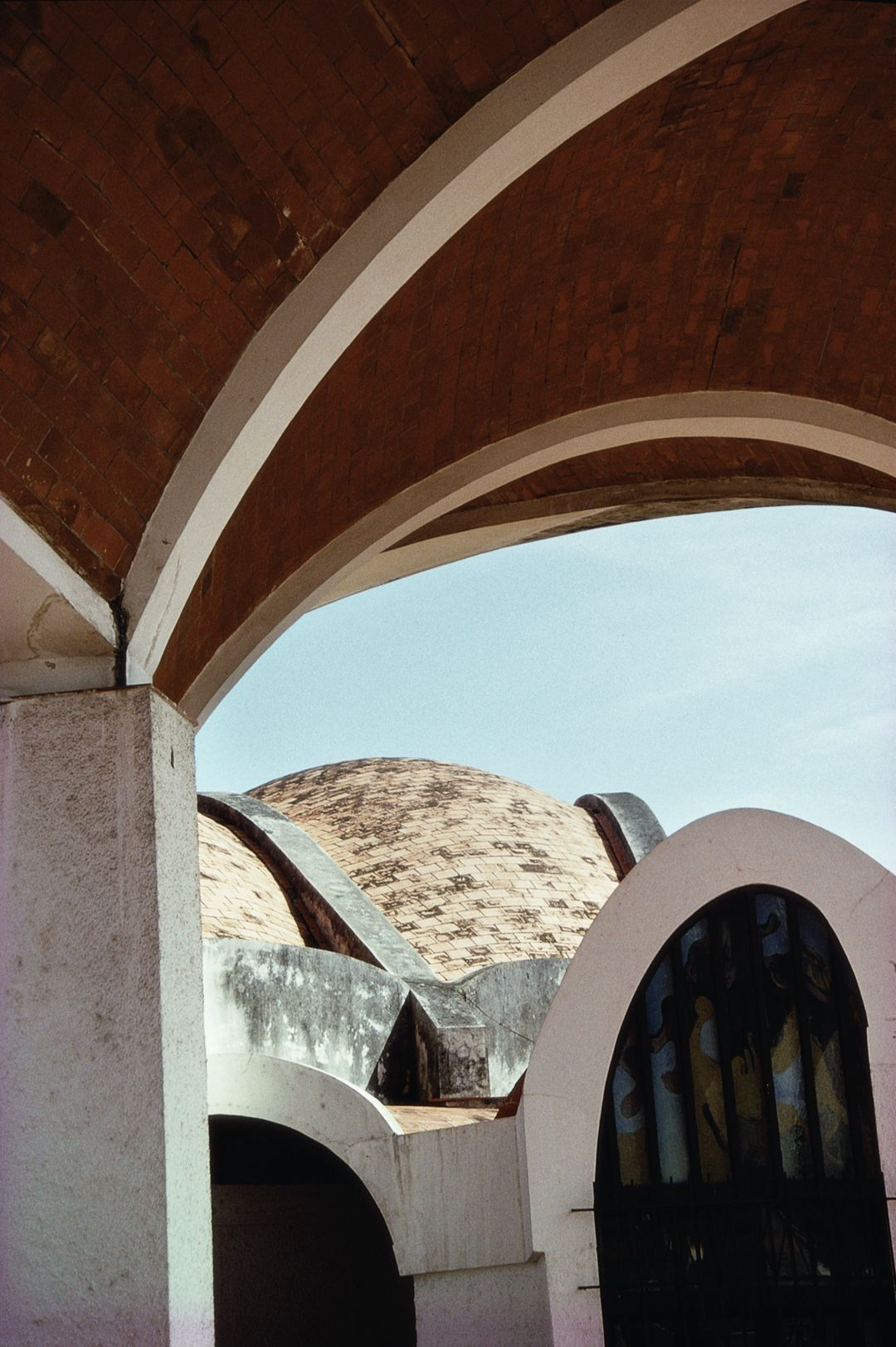
دانشکده رقص مدرن، ریکاردو پورو

مکتب‌های ملی هنر کوبا (Escuelas Nacionales de Arte، که اکنون با عنوان مؤسسه برتر برتر آرت شناخته می‌شود) توسط مورخین به عنوان برجسته‌ترین دستاوردهای معماری انقلاب کوبا شناخته می‌شوند.
این دانشکده‌ها در سال ۱۹۶۱ توسط فیدل کاسترو و چه گوارا تأسیس شدند و بازتاب خوش‌بینی آرمانشهر و ظهور انقلابی سالهای ابتدایی انقلاب کوبا است. در طی سالهای فعالیت بعنوان مرکز اصلی برای هنرمندان، موسیقی دان‌ها، بازیگران و رقصندگان کوبا فعالیت می‌کردند.

## طراحی پنج مدرسه
طراحی مدارس ملی هنر، توسط ریکاردو پورو، روبرتو گوتاردی، و ویتوریو گاراتی، مغایر با سبک بین‌المللی غالب زمان بود انجام شد. این سه معمار سبک بین‌الملل را معماری سرمایه‌داری می‌دیدند و در پی بازآفرینی معماری جدید در تصویر انقلاب کوبا بودند. این انتقادات مدرنیسم در بستر وسیع تری از نقد وجود داشته‌است. معمارانی چون هوگو هورینگ، برونو زوی، ارنستو ناتان راجرز، و آلوار آلتو، به ذکر فرانک لوید رایت، همگی در حاشیه معماری اصلی مدرن تمرین می‌کردند.